# 국립암센터 국가암관리사업본부
국립암센터 국가암관리사업본부(國立癌─國家癌管理事業本部, National Cancer Center Control Institute)는 경기도 고양시 일산동구에 있는 국립암센터 산하의 국가암관리사업본부이다. 현재 국립암센터 국가암관리사업본부는 암등록통계, 역학, 삶의 질 향상, 암정보·교육·홍보 등의 업무 이외에도 암관리정책 및 국가암관리사업 지침 개발, 지역암센터 지원 등 암관리사업 기획·평가 기능을 추가하여 국가암관리종합계획의 성공적인 수행을 뒷받침하는 중추적인 역할을 하고 있다.

## 연혁
- 2000. 국립암센터 암정복추진기획단 출범
- 2002. 전국민 대상 국가암검진사업 시작
- 2005. 국내 최초 국가 암 발생 통계 산출
- 2005. 국가암정보센터 (www.cancer.go.kr)개설
- 2006. 국민 암 예방 수칙 제정
- 2006. 금연상담전화서비스 (1544-9030) 개설
- 2015. 7대암 검진 권고안 발표
- 2017. 중앙호스피스센터 지정

## 소개
국가 암관리정책의 성공적인 수행을 뒷받침하기 위해 2011년 출범한 국가암관리사업본부는 국가암등록 통계사업과 국민 암예방 수칙 제정·홍보, 국가암검진사업 지원 등의 활동을 펼치고 있다. 국가 차원의 금연운동을 주도하고 있으며, 호스피스 완화의료사업, 의료비지원사업과 지역암센터 운영지원사업도 함께 추진하고 있다. 이와 더불어 암 정보를 통합적으로 수집·관리하고 이를 효과적으로 제공하기  위해 암빅데이터센터와 국가암정보센터를 운영하고 있다.

우리나라 암등록통계 산출을 위한 국가암등록 통계사업 수행
- 2000년 9월 한국중앙암등록본부를 국립의료원에서 국립암센터로 이관
- 2003년 5월 암관리법 제정 - 암등록통계사업 시행 근거 마련
- 2004년 12월 중앙암등록본부 및 지역암등록본부 지정(보건복지부)
- 2005년 8월 최초로 국가 암발생률 산출 시작, 암 발생률, 생존율 등 국가 암등록통계 산출
- 2007년 7월 첫 ‘국가암등록사업 연례보고서’ 발간 이후, 2010~2020년 12월(매년) 	국가 암등록통계 산출 및 ‘국가암등록사업 연례 보고서’ 발간

암 위험요인 중점관리를 통한 암예방 강화 국민 암예방 수칙 홍보 및 실천지침서 개발과 보급
- 2006년 ‘국민 암예방 수칙’ 제정 공표
- 암종별(11종) 및 위험요인별(8종) 등 암예방 실천지침서 19종 개정판 발행(’19년 12월 31일)
- 2007년부터 대국민 암예방 인식 및 실천 행태 모니터링 실시

```
-암예방 인식도 : (’07년)53% → (’18년)60.2% 		
```

- 암에 대한 국민의 이해를 높이고 암의 예방·치료 및 관리 의욕을 고취시키기 위한‘암 예방의 날’ 기념식 개최
- 국민들에게 암 예방의 중요성을 홍보하고 국가암관리사업 유공자를 축하하며 건강생활 실천을 유도하여 암발생의 최소화를 도모하고자 매년 3월 21일을 ‘암 예방의 날’로 지정(암관리법 제4조)

국가암검진사업 지원 및 평가
- ‘99년 위암·유방암·자궁경부암을 대상으로 국가암검진을 시작한 이래 ’03년 간암, ’04년 대장암을 추가하여 5대 암 검진체계를 운영하였고, ’19년 폐암검진을 추가하여 	6대암 검진체계를 새롭게 구축
- 암검진 수검률 향상을 위한 ‘암검진수검행태조사’ 실시(’04~)

```
-국가검진과 개인검진을 포함한 연도별 전국민 암검진 권고안 이행 수검률(민간검진 포함) 모니터링 : (’04년) 38.8% → (’20년) 63.6%
```

저소득층 암환자의 경제적 부담을 완화하고, 암치료 접근성 향상을 위한 	암환자의료비 지원사업 추진
- 지원인원 : ’16년 39.6천 명  → ’17년 40.7천 명 → ’18년 38.4천 명 → 	’19년 48.0천 명 → ’20년 40.3천 명

지역암센터 운영지원 사업
- 지역 내 암 예방, 진료, 관리, 연구 거점기관 육성 및 국가암관리사업(암예방 교육·홍보사업, 	말기암환자·재가암환자 지원사업, 암검진사업, 암등록통계사업 등)의 중추적인 역할 수행을 위하여 	12개 지역암센터 지정

호스피스전문기관 지정과 관리를 통한 말기환자 가족의 삶의 질 향상 유도
- 호스피스전문기관(입원형) : 19개소(’08년) → 86개소(’20년)

```
-10월 둘째 주 토요일을 “호스피스의 날”로 정하고 홍보 및 격려를 위한 기념식 및 행사 등을 개최
```

국민이 체감하는 암정보 구축, 효과적 암정보 전달, 체계적 홍보 수행을 위한 국가암정보센터 운영
- 2005년 6월 국가암정보센터 홈페이지 www.cancer.go.kr 개설 운영

```
- 암정보상담전화 1577-8899 운영 	
- 사회관계망서비스(SNS)를 활용한 암정보 확산
```

성인 및 소아청소년 암생존자의 건강증진 및 사회적 기능 복귀를 위한 암생존자 통합지지사업 지원
- 중앙암생존자통합지지센터 및 권역암생존자통합지지센터 총 13개소, 소아청소년 암생존자통합지지 시범사업 총 3개소 운영 지원
- 매년 6월 첫 번째 주 암생존자 주간을 맞이하여 암생존자의 인식개선 및 홍보를 위한 캠페인 개최

암 빅데이터사업
- 국가 암 DB를 바탕으로 암 관련 데이터를 연계·활용하기 위한 개방형 데이터 융합 플랫폼 구축

```
-국립암센터 내에서 수집된 암 관련 정보를 암종별로 체계적으로 수집·저장 활용할 수 있는 국가 암 DB 구축 	
-국립암센터 중심의 암 빅데이터 네트워크 구성(전국 10개 의료기관) 및 플랫폼 구축을 통해 암 빅데이터 플랫폼 및 센터 구축사업 수행
```

국가금연지원서비스 및 지역금연사업 수행
- 금연상담전화사업 및 온라인 금연지원서비스(금연길라잡이) 운영

```
-대표전화(1544-9030) 및 다채널 상담서비스 제공 및 운영 	
-금연길라잡이 홈페이지 및 모바일앱 운영을 통한 흡연예방 및 금연 관련 정보 및 서비스 제공 
```

- 찾아가는 금연지원 서비스 및 금연캠프 운영

```
-(2015. 3.) 단기금연캠프 기본모형 개발 시범사업 운영 및 경기북부금연지원센터 지정 	
-(2015~현재) 전문치료형 금연캠프(4박 5일), 입원환자 금연지원서비스, 찾아가는 금연지원서비스
```

## 조직
- 국가암데이터센터·암빅데이터센터
  - 데이터 활용팀
  - 데이터 구축팀
  - 데이터 결합팀
  - 데이터 운영팀
- 암지식정보센터
- 암관리지원팀
- 암정복추진기획단사무국
- 중앙호스피스센터
  - 호스피스정책기획팀
  - 호스피스질향상교육팀
- 암생존자통합지지센터
  - 암생존자정책기획팀
  - 암생존자지원팀
- 암관리정책부
- 암등록감시부
- 암예방사업부
- 암검진사업부